# Ádám Jenő Pedagógus Kórus
Ádám Jenő Pedagógus Kórus egy mátészalkai kórus
A kórus 1958-ban alakult, majd 1968-ban járási vegyes karrá alakult, Mátészalkai Pedagógus Énekkar névvel., 70 fős létszámmal.
A kórus 1970-től minden országos Pedagóguskórus Találkozón és Fesztiválon nagy sikerrel szerepelt. A zsűri a kórust a békéscsabai és gyöngyösi fesztiválon Nívó-díjjal jutalmazta.
A 60-főből álló kórusnak hazai fellépései mellett határainkon túl is több nagy sikerű fellépése volt. 1989-es müncheni fellépésük alkalmával csak a szegedi és mátészalkai kórus képviselte Magyarországot. Itt megkapták a Világbékéért legmagasabb (arany) minősítést.
1970-től minden minősítésen arany fokozatot ért el. 2002-ben a kórus megkapta az amatőr kórusok egyik legmagasabb elismerését, a "Fesztiválkórus" címet.
A kórust 1980 óta Csányi Ottó, Balázs Ferenc-díjas karnagy, Mátészalka városának köztiszteletben álló polgára vezeti.